# Jan Szuścik
Jan Szuścik (ur. 23 października 1879 w Krasnej, zm. 18 kwietnia 1941 w Sachsenhausen) – polski polityk i samorządowiec, działacz ludowy i narodowy, pedagog, poseł na Sejm Śląski I kadencji w II RP, a w latach 1938–1939 burmistrz Łazów. 

## Życiorys
Urodził się w Gułdowach, przysiółku wsi Krasna (dziś Cieszyn), jako dziesiąte dziecko z licznego potomstwa rodziny gospodarza Pawła i Anny z Pastuszków. Po zakończeniu pierwszego etapu nauki kontynuował ją w cieszyńskim gimnazjum, a następnie ukończył w 1900 miejscowe polskie seminarium nauczycielskie. Pierwszym miejscem pracy Jana Szuścika była szkoła ludowa w Łazach. Na krótko przeniósł się do Bogumina, ale powrócił do Łazów, gdzie pracował do 1918. 
W tym okresie Szuścik prowadził żywą działalność oświatową na rzecz polskości Śląska Cieszyńskiego. Należał do grona założycieli „Jedności”, dbającej o łączność Cieszyńskiego z innymi dzielnicami i kładącej nacisk na język i historię Polski. W organizacji tej pełnił funkcję przewodniczącego sekcji teatralnej i utworzył amatorski teatr ludowy. W Zarządzie Głównym „Jedności” sprawował również funkcję skarbnika. Równolegle poświęcił się pracy twórczej – inspirując się folklorem wiejskim, napisał sztukę Pańszczorze.  
Interesował się problemami reformy rolnej.
Został aresztowany w ramach Intelligenzaktion Schlesien i zginął w obozie koncentracyjnym Sachsenhausen.